# Sound of White Noise
Sound of White Noise (укр. Звук білого шуму) ― шостий студійний альбом американського хеві-метал-гурту Anthrax, випущений у травні 1993 року лейблом Elektra Records. Це перший альбом гурту з вокалістом Джоном Бушем, який замінив багаторічного фронтмена Джоуї Беладонну у 1992 році, і останній студійний альбом з гітаристом Деном Шпіцем. Це також другий альбом, над яким Буш працював з продюсером Дейвом Джерденом, оскільки він також продюсував Symbol of Salvation для попереднього гурту Буша Armored Saint.

## Список композицій
Автор музики і слів Джон Буш, Скотт Ян, Френк Белло та Чарлі Бенанте, за винятком «Black Lodge» , написаної Бушем, Яном, Белло, Бенанте та Анджело Бадаламенті.. 
| #     | Назва                 | Тривалість |
| ----- | --------------------- | ---------- |
| 1.    | «Potters Field»       | 5:00       |
| 2.    | «Only»                | 4:56       |
| 3.    | «Room for One More»   | 4:54       |
| 4.    | «Packaged Rebellion»  | 6:18       |
| 5.    | «Hy Pro Glo»          | 4:30       |
| 6.    | «Invisible»           | 6:09       |
| 7.    | «1000 Points of Hate» | 5:00       |
| 8.    | «Black Lodge»         | 5:24       |
| 9.    | «C11 H17 N2 O2 S Na»  | 4:24       |
| 10.   | «Burst»               | 3:35       |
| 11.   | «This Is Not an Exit» | 6:49       |
| 56:56 |                       |            |

| Bonus tracks (2001 remaster) | Bonus tracks (2001 remaster)          | Bonus tracks (2001 remaster) | Bonus tracks (2001 remaster) |
| #                            | Назва                                 | Автор                        | Тривалість                   |
| ---------------------------- | ------------------------------------- | ---------------------------- | ---------------------------- |
| 12.                          | «Auf Wiedersehen» (Cheap Trick cover) | Рік Нільсен, Том Пітерссон   | 3:33                         |
| 13.                          | «Cowboy Song» (Thin Lizzy cover)      | Філ Лайнотт, Браян Дауні     | 5:06                         |
| 14.                          | «London» (The Smiths cover)           | Морріссі, Джонні Марр        | 2:54                         |
| 15.                          | «Black Lodge (Strings Mix)»           |                              | 5:21                         |
| 73:50                        |                                       |                              |                              |

## Учасники запису
Anthrax
- Джон Буш - вокал
- Ден Шпіц - соло-гітара, бек-вокал
- Скотт Ян - ритм-гітара, бек-вокал
- Френк Белло - бас-гітара, бек-вокал
- Чарлі Бенанте - барабани

Додатковий персонал
- Вінсент Белл - тремоло-гітарні партії на «Black Lodge»
- Анджело Бадаламенті - синтезатори, оркестрування та аранжування синтезаторів і додаткових гітар на «Black Lodge»
- Кенні Лендрам - синтезатори
- Норман Роджерс - скретч на «1000 Points of Hate»